# Max Frisch
Max Frisch (Zürich, 15. svibnja 1911. – Zürich, 4. travnja 1991.), švicarski književnik.
Pored Friedricha Dürrenmatta jedan je od najpoznatijih i najznačajnijih književnika njemačkog govornog područja nakon Drugog svjetskog rata.